# 유지창 (경찰)
유지창(柳志昌)은 일제강점기의 경찰이다.
충청남도 청양군의 청양경찰서에서 고등계 형사로 근무했다. 근무 기간은 1932년 또는 1933년경부터 1945년 일본이 태평양 전쟁에서 패망할 때까지 약 12~13년 동안이다.
경찰로 근무하면서 "허다한 악질적 행동"을 한 것으로 알려져, 광복 후인 1949년 반민족행위특별조사위원회의 조사 대상에 올랐다. 당시 연령은 40세였다.
1942년 청양군 청양금융조합 서기인 조동한이 동료들과 농담을 나누며 "일본놈 다 망해 가는데 대부같은 것도 적당히 해 주자"는 말을 했다가 포착된 적이 있었다. 이때 일본인 경찰은 조동한을 문초한 후 돌려보냈으나, 유지창이 다시 검거하여 징역 1년 6개월형을 받도록 하였고, 기타 투옥시킨 인물이 여럿 있는 것으로 알려졌다.
반민특위는 조사 후 유지창이 조동한을 체포해 투옥시킨 사실 등을 인정하여 기소 의견을 냈으나, 유지창이 이미 도피하여 소재불명으로 기소중지 처분되었다.

## 참고자료
- 반민족행위특별조사위원회. “범죄보고서 - 류지창”. 2008년 2월 2일에 확인함.[깨진 링크(과거 내용 찾기)]
- 반민족행위특별조사위원회 (1949년 8월 31일). “의견서 - 류지창”. 2008년 2월 2일에 확인함.[깨진 링크(과거 내용 찾기)]
- 반민족행위특별검찰부 (1949년 8월 31일). “불기소사건기록 - 류지창”. 2008년 2월 2일에 확인함.[깨진 링크(과거 내용 찾기)]